# Gran Premi Udmúrtskaia Pravda
El Gran Premi Udmúrtskaia Pravda, coneguda també com a Cursa per Etapes de la República d'Udmúrtia, és una competició ciclista per etapes que es disputa a la república d'Udmúrtia (Rússia). L'any 2014 va entrar a formar part del calendari de l'UCI Europa Tour.

## Palmarès
| Any  | Vencedor            | Segon              | Tercer           |
| ---- | ------------------- | ------------------ | ---------------- |
| 2009 | Mikhail Antonov     | Vladimir Likhachev | Aleksandr Pórsev |
| 2010 | Maksim Razúmov      | Maxim Pokidov      | Sergey Belykh    |
| 2011 | Dmitry Samokhvalov  | Aleksandr Arekéiev | Timofei Ivanov   |
| 2012 | Aleksandr Budaragin | Kirill Chuporshnev | Maxim Kondrashov |
| 2013 | Anton Samokhvalov   | Evgeny Bachyn      | Sergey Belykh    |
| 2014 | Artur Ierxov        | Serguei Klímov     | Yuriy Agarkov    |
| 2015 | Kirill Zakharov     | Evgeny Zverkov     | Alexander Zdanov |